# 엄마 (2015년 영화)
엄마(Umma)는 한국에서 제작된 홍성훈 감독의 2015년 드라마 영화이다. 박현정 등이 주연으로 출연하였다.

## 출연

### 주연
- 박현정
- 함원진
- 조영진

## 제작진
- 프로듀서: 김지혜
- 조명: 박찬윤
- 사운드: 김영문
- 사운드슈퍼바이저: 김용주
- 3D 슈퍼바이저: 신재준
- 컬러리스트: 신정민